# Antarctosaurus wichmannianus
Antarctosaurus wichmannianus ("Wichmanns sydliga ödla") är typarten för släktet Antarctosaurus, en dinosaurie från yngre delen av kritaperioden för 83-71 miljoner år sedan i dagens Argentina och Chile i Sydamerika. Den var en stor, fyrbent växtätande sauropod med en lång hals och en lång svans. Den kan ha varit bepansrad, så som andra släktingar inom Titanosauridae. Den kan ha mätt upp till 18 meter i längd, men man är inte säker då kvarlevorna är få. En nära släkting kan ha varit Laplatasaurus.

## Etymologi
Rester efter Antarctosaurus wichmannianus nämndes för första gången i en text år 1916, även om de inte döptes eller beskrevs fullt ut förrän år 1929 i ett dokument skrivet av paleontologen Friedrich von Huene. Namnet Antarctosaurus hänvisar inte till kontinenten Antarktis, eftersom de första resterna hittades i Argentina. Emellertid har de båda namnen samma härkomst från grekiskans αντι/anti, som betyder 'motsats till', och αρκτός/arktos, som betyder 'norr'. Efterleden kommer från ordet σαυρος/sauros och betyder 'ödla'. Släktnamnet hänvisar till dess geografiska placering på en sydlig kontinent samt på dess tilltänkta ödlelika utseende. Artnamnet hedrar upptäckaren av kvarlevorna, geologen R. Wichmann. 

## Historia och fynd
von Huene använde namnet A. wichmannianus för att beskriva en stor samling ben, vilka nu menas ha kommit från Anacleto-formationen i Río Negro-provinsen i Argentina. Formationen dateras tillbaka till äldre Campanian, runt 83-80 miljoner år sedan. Flera fragment av kraniet beskrevs, där hjärnskålen (som påminner om Diplodocus') och underkäken är medräknade. Andra ben som anses tillhöra denna dinosaurie är nack- och svanskotor, revben och otaliga ben av extremiteterna. Alla delar anses tillhöra en enda individ. Ett lårben är över 1.85 meter långt, och det har använts vid bestämmandet av djurets massa. Beräkningarna har resulterat i en ungefärlig vikt av 34 ton (Mazzetta o. a., 2004).

## Omdiskuterat släktskap
Dessa benfynd av Antarctosaurus wichmannianus har för det mesta inte förknippats med varandra men har hittats i mängder i Anacleto-formationen. Följaktligen tror många forskare att de inte alls tillhör samma typ av djur. Den fyrkantiga underkäken har ofta föreslagits tillhöra en rebbachisaurid liknande Nigersaurus (Upchurch, 1999; Sereno o. a., 1999; Wilson, 2002). Emellertid är Bonitasaurus' käke överlag väldigt lik käkformen hos A. wichmannianus och associeras tydligt med rester efter titanosaurier, vilket pekar på att underkäken ändå kan tillhöra A. wichmannianus (Apesteguía, 2004). Bakhuvudet och resten av skelettet anses vara en titanosauries, även om de nödvändigtvis inte tillhör samma typ av titanosaurie. A. wichmannianus (minus underkäken) har ibland ansetts vara en medlem av Lithostrotia, en grupp derived sauropoder som också inkluderar armerade titanosaurier, även om inget pansar har hittats tillsammans med resterna efter A. wichmannianus (Upchurch o. a., 2004). Detta exemplar anses också kunna vara en möjlig nemegtosaurid (Upchurch, 1999; Apesteguía, 2004; Wilson, 2005).